# Eumantispa harmandi
Eumantispa harmandi is een insect uit de familie van de Mantispidae, die tot de orde netvleugeligen (Neuroptera) behoort. 
Eumantispa harmandi is voor het eerst wetenschappelijk beschreven door Navás in 1909.